# Гжель
Гжель — русский народный промысел, вид русской народной росписи, относящийся к бело-голубой керамике, а также один из традиционных российских центров производства керамики.
Более широкое значение названия «Гжель», являющееся правильным с исторической и культурной точки зрения, — это обширный район, состоящий из 27 деревень, объединённых в «Гжельский куст».
«Гжельский куст» расположен примерно в 60 километрах от Москвы по железнодорожной линии Москва — Муром — Казань. Сейчас «Гжельский куст» входит в Раменский городской округ Московской области, Россия.
До революции 1917 года этот район относился к Богородскому и Бронницкому уездам.

## Этимология
Название Гжель имеет балтийское происхождение, вследствие чего наиболее близкие ему топонимические параллели находятся на западе, в области балтийской гидронимии. Так, в левобережье верхнего Приднепровья имеется река Агжелка, она же Гжелка, Гжолка, Гжелька; в Смоленской области близко к рассматриваемому названию река Гжать (правый приток Вазузы), а название её притока Кзелка сопоставимо с Кжеля, наиболее ранней формой названия села Гжель (чередование ж-з в названиях Верхнего Поднепровья встречается часто). Допускается образование гидронима Гжель из балтийского gud(i)-el- (сравни др.-прусск. 'кустарник'). Эта основа широко представлена в балтийской гидронимии.

## История
Издавна деревня Гжель славилась своими глинами. Широкая добыча разных сортов глины велась здесь с середины XVII века. В 1663 году царь Алексей Михайлович издал указ «во Гжельской волости для аптекарских и алхимических сосудов прислать глины, которая годится к аптекарским сосудам». Тогда же для аптекарского приказа было доставлено в Москву 15 возов глины из Гжельской волости и «повелено держать ту глину на аптекарские дела: и впредь тое глину изо Гжельской волости указал государь имать и возить тое же волости крестьянам, како же глина в Аптекарьский приказ надобна будет». В 1812 году Гжельская волость была целиком приписана к Аптекарскому приказу «для алхимической посуды».
Великий русский учёный М. В. Ломоносов, по достоинству оценивший гжельские глины, написал о них столь возвышенные слова: 

 «…Едва ли есть земля самая чистая и без примешания где на свете, кою химики девственницею называют, разве между глинами для фарфору употребляемыми, такова у нас гжельская… , которой нигде не видал я белизною превосходнее…»
До середины XVIII века Гжель делала обычную для того времени гончарную посуду, изготавливала кирпич, гончарные трубы, изразцы, а также примитивные детские игрушки, снабжая ими Москву. Полагают, что количество выпускаемых тогда игрушек должно было исчисляться сотнями тысяч штук в год. Гжельские мастера разработали эмаль тёплого оттенка, которой покрывали глиняные изделия.
К 1812 году в Гжели насчитывается 25 заводов, выпускающих посуду. Среди них самыми популярными были заводы Ермила Иванова и Лаптевых в деревне Кузяево. По подписям на оставшихся изделиях известны мастера Никифор Семёнович Гусятников, Иван Никифорович Срослей, Иван Иванович Кокун. Кроме посуды, делали игрушки в виде птиц и зверей и декоративные статуэтки на темы из русского быта. Блестящие белые лошадки, всадники, птички, куклы, миниатюрная посуда расписывались лиловой, жёлтой, синей и коричневой красками в своеобразном народном стиле. Краски наносились кистью. Мотивами этой росписи являлись декоративные цветы, листья, травы.
После 1802 года, когда была найдена светлая серая глина близ деревни Минино, в Гжели возникло производство полуфаянса, из которого во множестве делали квасники, кувшины и кумганы. Со второй половины 20-х годов XIX века многие изделия расписывали только синей краской, которую получали из окиси кобальта. Отсюда название «синий кобальт», по которому узнаются гжельские изделия. Эта особенность обусловлена тем, что окись кобальта — единственная краска, которая выдерживает (не выгорает) высокие температуры обжига. Роспись осуществляли в основном подглазурно, при таком способе рисунок слегка расплывается при повторном глазуровании поверх росписи и обжиге. Это также характерная черта искусства Гжели, сближающая его со знаменитыми фаянсами голландского Делфта.
Около 1800 года в деревне Володино Бронницкого уезда крестьяне братья Куликовы нашли состав белой фаянсовой массы. Там же около 1800—1804 годов был основан и первый фарфоровый завод. Павел Куликов, его основатель, научился технике изготовления фарфора, работая на заводе Отто в селе Перово. Желая сохранить секрет выработки фарфора, Куликов всё делал сам, имея только одного рабочего, но по преданиям два гончара, Г. Н. Храпунов и Е. Г. Гусятников, тайно проникли в мастерскую Куликова, срисовали горн (печь для обжига изделий) и завладели образцами глины, после чего открыли собственные заводы. Завод Куликова замечателен тем, что от него пошло фарфоровое производство Гжели.
Первые гжельские предметы из фарфора, фаянса и полуфаянса внешне стилистикой росписи и формами напоминали старую майолику. В 1829 году в Гжели начали производить предметы из фарфора. С 1833 года начали наносить печатный рисунок.
В 1830-е — 1840-е годы в Гжели было более 50 заводов и 30 живописных мастерских, работавших с керамикой. В это время там работали заводы Кузнецова, Новых, Храпунова, Барминых, Тереховых-Киселёва, Козлова, Дунашовых, Сафронова и многих других.
Вторая четверть XIX века — период наивысших художественных достижений гжельского керамического искусства во всех его отраслях. Стремясь получить тонкий фаянс и фарфор, владельцы производств постоянно совершенствовали состав белой массы. В это время в Гжели было создано несколько крупных иконостасов и склепов из керамики.
Гжель стала кузницей кадров: многие знаменитые мастера и создатели собственных фарфоровых и фаянсовых фабрик начинали в Гжели простыми рабочими. К такой категории относится С. Дунаев, впоследствии открывший производство керамики в Хотькове. Г. В. Монахов, впоследствии руководивший (1896—1917 гг.) керамической мастерской Строгановского училища, также начинал в Гжели.
C середины XIX века многие гжельские заводы пришли в упадок. Частично это было связано с объёмом ввозимого из-за границы товара, частично — с модернизацией производства, за которой не всегда успевали производители из Гжели. Лишь заводы Храпунова-Новаго, Куринного, Фартального отправляли своих мастеров на международные выставки, профессиональные съезды.
В начале XX века керамическое производство сосредотачивается в руках Кузнецовых, некогда выходцев из Гжели. После революции кузнецовские заводы были национализированы.
После революции промышленное производство в Гжели остановилось, фарфор и фаянс производили кустари. Единственным предприятием, не остановившим производство, был завод Дунашовых-Терихиных, где одновременно трудилось более 20 живописцев.
В 1920-е годы в Гжели была открыта Керамическая школа, поддерживающая связь с ВХУТЕИНом и ВХУТЕМАСом. Фарфор, создававшийся в это время в Гжели, активно экспортировался.
Развитие коллективизации остановило керамическую отрасль в Гжели.
В 1930-е годы в Гжели также функционировало керамическое производство, причём были популярны предметы агитационной направленности. Помимо этого, работала артель «Красная головка», выпускавшая фарфоровые детали для кукол.
В 1930-е годы в с. Речицы функционировал завод «Всекохудожник», где разрабатывался стиль, впоследствии закрепившийся за гжельской керамикой. На это производство были завезены формы из Абрамцева, в частности скульптуры Врубеля. По ним был изготовлен ряд скульптур, в настоящее время хранящихся в РГХПУ имени Строганова.
Только с середины XX века в Гжели начинается восстановление промысла, отметившего своё 670-летие.
В 1945—1949 годах начался третий этап развития гжельского промысла. Утвердилось использование кобальтовых красок на белой глине. Историком и теоретиком русского искусства А. Б. Салтыковым был создан специальный атлас мазков для унификации стиля продукции. На предприятие была приглашена художница Н. И. Бессарабова, разработавшая новый бело-голубой стиль изделий Гжели.
В 1930-х и 1940-х здесь была сосредоточена почти половина всех фарфоро-фаянсовых предприятий России.
В 1912 году на Казанской железной дороге на ветке Москва — Черусти была открыта железнодорожная станция, получившая название по местности — Гжель. Выросший при станции посёлок также называется Гжель. Посёлок состоит из двух частей, неофициально именуемых «Посёлок известкового завода», или «Известковый» (по имени находившегося здесь и снесённого известкового завода), и «Посёлок кирпичного завода», или «Труженик».

## Галерея
- Керамический сосуд из Гжели
- Ваза в Гжельском стиле с ромбовидным и растительным орнаментом
- Посуда из Гжели
- Гжельский фарфоровый самовар
- Фарфоровый чайник со внутренней резьбой
- Гжельский кумган
- Гжельские часы, деревня Кусково
- Часы «Лефортово»
- Кувшин и квасник, майолика
- Гжельская статуэтка «Емеля»
- Гжельская плошка
- Гжельские ракеты